# Iucateque
Iucateque ou iucateco é uma  das línguas indígenas da América do tronco maia, falada na Península do Iucatão no México, no norte do Belize e em partes da Guatemala. Permanece como a primeira língua de muitos habitantes dos estados mexicanos de Quintana Roo, Campeche e Iucatão. É comumente conhecida como maya ou maia e muitos linguístas usam o termo maya yucateco para distingui-la de outras línguas maias.

## Escrita
A língua Iucateque usa o alfabeto latino sem as letras F, G, H, Q, V, Z; sem as consoantes C e H isoladas (só existem nas formas ch, ch’). Há ainda as formas k’, p’, t’, ts’ e o apóstrofo. São usadas as 5 vogais a, e, i, o, u e suas formas longas (duplas) aa, ee, ii, o, u; e os ditongos ay, ey, ou.

## Amostra de texto
Tuláakal wíinik ku síijil jáalk'ab yetel keet u tsiikul yetel Najmal Sijnalil, beytun xan na'ata'an sijnalil yetel no'oja'anil u tuukulo', k'a'abet u bisikuba bey láaktzilil yetel tuláakal u baatzile'. 
Português
Todos os seres humanos nascem livres e iguais em dignidade e direitos. São dotados de razão e consciência e devem agir em relação uns aos outros com espírito de fraternidade.
(Artigo 1 – Declaração Universal dos Direitos Humanos)